# Samo życie (serial telewizyjny)
Samo życie – polski serial telewizyjny, emitowany na antenie telewizji Polsat od 12 lutego 2002 do 25 listopada 2010. Akcja serialu koncentrowała się wokół pracowników fikcyjnego warszawskiego dziennika „Samo Życie”. 12 grudnia 2007 wyemitowano 1000. odcinek, jako drugi (po Klanie) polski serial. 
Serial został zdjęty z anteny po emisji 1554 odcinków. Ostatni klaps na planie serialu padł 9 listopada 2010.

## Obsada
| Aktor                   | Rola                       | Status    |
| ----------------------- | -------------------------- | --------- |
| Krzysztof Banaszyk      | Mirek Kubiak               | 2002–2008 |
| Halina Bednarz          | Renia Augustynek           | 2002–2010 |
| Andriej Biełanow        | Vadim Pokromski            | 2009–2010 |
| Tomasz Błasiak          | Jarek Kubiak               | 2002–2010 |
| Ewa Błaszczyk           | Elżbieta Rowicka           | 2002–2004 |
| Monika Bolly            | Anita Kubiak               | 2002–2008 |
| Stanisława Celińska     | Janina Michalak            | 2002–2010 |
| Alina W. Chechelska     | Truda Koziorz              | 2009–2010 |
| Adrianna Chlebicka      | Julka Tobrucka             | 2007–2010 |
| Wojciech Cygan          | Wacław Malwina             | 2002–2010 |
| Ireneusz Czop           | Przemek Woliński           | 2003–2004 |
| Tomasz Dedek            | Henryk Rowicki             | 2002–2004 |
| Mariusz Drężek          | Jerzy Bartnik              | 2007–2010 |
| Marek Frąckowiak        | Jerzy Augustynek           | 2002–2007 |
| Grzegorz Gadziomski     | Andrzej Kornacki           | 2002–2010 |
| Katarzyna Galica        | Ewa Jaskólska              | 2008–2010 |
| Joanna Gryga            | Justyna Morek              | 2008–2010 |
| Olin Gutowski           | Grzesiek Kubiak            | 2004–2010 |
| Edyta Herbuś            | Aneta Walińska             | 2009–2010 |
| Jan Janga Tomaszewski   | Jan Żmudzki                | 2009–2010 |
| Jan Jankowski           | Ludwik „Zyga” Korn         | 2002–2010 |
| Monika Jarosińska       | Jolka Pastusiak            | 2002–2007 |
| Joanna Jeżewska         | Olga Frączak               | 2002–2008 |
| Marek Kalita            | Olgierd Zięba              | 2002–2010 |
| Beata Kawka             | Dona Leszczyńska           | 2002–2007 |
| Beata Kawka             | Tamara Skalska             | 2004–2010 |
| Magdalena Kumorek       | Agnieszka Dunin            | 2002–2004 |
| Aneta Todorczuk-Perchuć | Agnieszka Dunin            | 2004–2010 |
| Aleksandra Kisio        | Viola Kurska               | 2010      |
| Jan Kociniak            | Lucjan Michalak            | 2002–2007 |
| Jacek Kopczyński        | Roman Badera               | 2008–2010 |
| Monika Krzywkowska      | Teresa Jankowska-Szpunar   | 2002–2010 |
| Aleksander Mikołajczak  | Stefan Frączak             | 2002–2010 |
| Anna Oberc              | Karolina „Kika” Bernsztajn | 2005–2010 |
| Edyta Olszówka          | Maria Majewska             | 2002–2010 |
| Robert Ostolski         | Mateusz „Sandał” Węgrzyk   | 2004–2010 |
| Sławomir Pacek          | Irek Skalski               | 2002–2010 |
| Katarzyna Pierścionek   | Barbara Wrońska            | 2009–2010 |
| Ilona Pietruczuk        | Majka Kowalewska           | 2009–2010 |
| Piotr Polk              | Ryszard Majewski           | 2002–2008 |
| Krzysztof Pluskota      | Kostek Koziorz             | 2008–2010 |
| Paweł Przyborowski      | Radek                      | 2010      |
| Michał Rolnicki         | Artur Gromadowski          | 2008–2010 |
| Natalia Rybicka         | Agata Rowicka              | 2002–2006 |
| Przemysław Sadowski     | Kacper Szpunar             | 2002–2010 |
| Jerzy Schejbal          | Marian „Max” Koseła        | 2007–2010 |
| Magdalena Smalara       | Kinga Koziorz              | 2002–2010 |
| Krzysztof Stelmaszyk    | Paweł Dunin                | 2002      |
| Jakub Strzelecki        | Stanisław Wroński          | 2009–2010 |
| Zbigniew Suszyński      | Janusz Wojnarowski         | 2002–2010 |
| Marta Ścisłowicz        | Iza Melachowicz            | 2008–2010 |
| Bartłomiej Świderski    | Leszek Retman              | 2002–2006 |
| Beata Ścibakówna        | Barbara Kornacka           | 2002–2008 |
| Stefano Terrazzino      | Pino Trattini              | 2008–2010 |
| Damian Walczak          | Maciek Kubiak              | 2004–2010 |
| Dariusz Wnuk            | Łukasz Dunin               | 2002–2010 |
| Magdalena Wołłejko      | Rita                       | 2010      |
| Michał Zadroga          | Wojtek Tobrucki            | 2007–2010 |
| Magdalena Zawadzka      | Danuta Jankowska           | 2002–2005 |
| Aleksandra Żak          | Małgorzata Kornacka        | 2002–2004 |
| Anna Kordus             | Małgorzata Kornacka        | 2005–2008 |

## Spis serii
| Seria | Sezon                 | Odcinki         | Premiera serii       | Finał serii          | Pora emisji                                  |
| ----- | --------------------- | --------------- | -------------------- | -------------------- | -------------------------------------------- |
| 1     | zima–lato 2002        | 1–87 (87)       | 12 lutego 2002       | 28 lutego 2002       | wtorek–czwartek 20:00                        |
| 1     | zima–lato 2002        | 1–87 (87)       | 4 marca 2002         | 31 maja 2002         | poniedziałek, wtorek, czwartek, piątek 20:30 |
| 1     | zima–lato 2002        | 1–87 (87)       | 3 czerwca 2002       | 28 czerwca 2002      | poniedziałek, wtorek, czwartek, piątek 20:00 |
| 1     | zima–lato 2002        | 1–87 (87)       | 2 lipca 2002         | 29 sierpnia 2002     | wtorek, czwartek 20:30                       |
| 2     | jesień-lato 2002/2003 | 88–236 (149)    | 2 września 2002      | 28 listopada 2002    | poniedziałek–czwartek 20:30                  |
| 2     | jesień-lato 2002/2003 | 88–236 (149)    | 2 grudnia 2002       | 5 czerwca 2003       | poniedziałek–czwartek 20:45                  |
| 2     | jesień-lato 2002/2003 | 88–236 (149)    | 9 czerwca 2003       | 25 sierpnia 2003     | poniedziałek 20:10                           |
| 3     | jesień-lato 2003/2004 | 237–394 (158)   | 1 września 2003      | 18 grudnia 2003      | poniedziałek–czwartek 20:50                  |
| 3     | jesień-lato 2003/2004 | 237–394 (158)   | 6 stycznia 2004      | 26 lutego 2004       | wtorek–czwartek 21:05                        |
| 3     | jesień-lato 2003/2004 | 237–394 (158)   | 1 marca 2004         | 17 czerwca 2004      | poniedziałek–czwartek 19:15                  |
| 3     | jesień-lato 2003/2004 | 237–394 (158)   | 27 czerwca 2004      | 29 sierpnia 2004     | niedziela 20:00                              |
| 4     | 2004/2005             | 395–563 (169)   | 30 sierpnia 2004     | 28 października 2004 | poniedziałek–czwartek 19:15                  |
| 4     | 2004/2005             | 395–563 (169)   | 1 listopada 2004     | 29 grudnia 2004      | poniedziałek–środa 19:15                     |
| 4     | 2004/2005             | 395–563 (169)   | 3 stycznia 2005      | 23 lutego 2005       | poniedziałek–środa 19:25                     |
| 4     | 2004/2005             | 395–563 (169)   | 28 lutego 2005       | 31 marca 2005        | poniedziałek–czwartek 19:25                  |
| 4     | 2004/2005             | 395–563 (169)   | 11 kwietnia 2005     | 28 kwietnia 2005     | poniedziałek–czwartek 19:25                  |
| 4     | 2004/2005             | 395–563 (169)   | 4 maja 2005          | 23 czerwca 2005      | poniedziałek–czwartek 19:30                  |
| 4     | 2004/2005             | 395–563 (169)   | 27 czerwca 2005      | 23 sierpnia 2005     | poniedziałek, wtorek 19:30                   |
| 5     | 2005/2006             | 564–741 (178)   | 29 sierpnia 2005     | 22 września 2005     | poniedziałek–czwartek 19:20                  |
| 5     | 2005/2006             | 564–741 (178)   | 26 września 2005     | 13 października 2005 | poniedziałek–czwartek 19:25/19:30            |
| 5     | 2005/2006             | 564–741 (178)   | 17 października 2005 | 29 grudnia 2005      | poniedziałek–czwartek 19:30                  |
| 5     | 2005/2006             | 564–741 (178)   | 2 stycznia 2006      | 21 lutego 2006       | poniedziałek, wtorek 19:30                   |
| 5     | 2005/2006             | 564–741 (178)   | 27 lutego 2006       | 2 marca 2006         | poniedziałek–czwartek 19:30                  |
| 5     | 2005/2006             | 564–741 (178)   | 6 marca 2006         | 12 maja 2006         | poniedziałek–piątek 19:30                    |
| 5     | 2005/2006             | 564–741 (178)   | 15 maja 2006         | 7 czerwca 2006       | poniedziałek–środa 19:30                     |
| 5     | 2005/2006             | 564–741 (178)   | 19 czerwca 2006      | 30 czerwca 2006      | poniedziałek–piątek 19:30                    |
| 5     | 2005/2006             | 564–741 (178)   | 3 lipca 2006         | 22 sierpnia 2006     | poniedziałek, wtorek 19:30                   |
| 6     | 2006/2007             | 742–927 (186)   | 28 sierpnia 2006     | 22 lutego 2007       | poniedziałek–czwartek 19:30                  |
| 6     | 2006/2007             | 742–927 (186)   | 26 lutego 2007       | 22 czerwca 2007      | poniedziałek–piątek 19:30                    |
| 7     | jesień-lato 2007/2008 | 928–1131 (204)  | 3 września 2007      | 6 czerwca 2008       | poniedziałek–piątek 19:30                    |
| 7     | jesień-lato 2007/2008 | 928–1131 (204)  | 16 czerwca 2008      | 27 czerwca 2008      | poniedziałek–piątek 19:30                    |
| 8     | jesień-lato 2008/2009 | 1132–1308 (177) | 1 września 2008      | 26 listopada 2008    | poniedziałek–środa 19:30                     |
| 8     | jesień-lato 2008/2009 | 1132–1308 (177) | 1 grudnia 2008       | 19 czerwca 2009      | poniedziałek–piątek 19:30                    |
| 9     | 2009/2010             | 1309–1496 (188) | 31 sierpnia 2009     | 25 września 2009     | poniedziałek–piątek 19:30                    |
| 9     | 2009/2010             | 1309–1496 (188) | 28 września 2009     | 17 grudnia 2009      | poniedziałek–czwartek 19:30                  |
| 9     | 2009/2010             | 1309–1496 (188) | 21 grudnia 2009      | 30 grudnia 2009      | poniedziałek–środa 19:30                     |
| 9     | 2009/2010             | 1309–1496 (188) | 4 stycznia 2010      | 18 czerwca 2010      | poniedziałek–piątek 19:30                    |
| 10    | jesień 2010           | 1497–1554 (58)  | 6 września 2010      | 25 listopada 2010    | poniedziałek–piątek 19:30                    |
| 11    |                       | 1555-?          |                      |                      |                                              |